# Garamvölgyi Nikolett
Garamvölgyi Nikolett (Budapest, 1990. január 4. –) labdarúgó, középpályás. Jelenleg a Femina játékosa.

## Pályafutása
2003-ban a Kőbányai ISE csapatában kezdte a pályafutását. A 2007–08-as idényben kölcsön játékosként az MTK együttesében szerepelt és tagja volt a bronzérmes csapatnak. A 2008–09-es idényben ősszel a másodosztály Hegyvidék SE, tavasszal ismét az MTK csapatában játszott kölcsönjátékosként. A kék-fehérekkel ezúttal ezüstérmet szerzett. 2009 és 2012 között a futsal bajnokságban szerepelt. 2012 őszén tért vissza a nagypályára a Femina játékosaként.

## Sikerei, díjai
- Magyar bajnokság
  - 2.: 2008–09
  - 3.: 2007–08
- Magyar kupa
  - döntős: 2008, 2009